# Jumellea longivaginans
Jumellea longivaginans är en orkidéart som beskrevs av Joseph Marie Henry Alfred Perrier de la Bâthie. Jumellea longivaginans ingår i släktet Jumellea och familjen orkidéer. Inga underarter finns listade i Catalogue of Life.